# مصطفی یاتاباری
مصطفی یاتاباری (فرانسوی: Mustapha Yatabaré‎؛ زادهٔ ۲۶ ژانویهٔ ۱۹۸۶) بازیکن فوتبال اهل مالی است که در پست مهاجم بازی می‌کرد.
از باشگاه‌هایی که در آن بازی کرده‌است می‌توان به باشگاه فوتبال ترابزون‌اسپور، باشگاه فوتبال مون‌پلیه و باشگاه فوتبال گنگام اشاره کرد.
وی همچنین در تیم ملی فوتبال مالی بازی کرده‌است.